# Marek Krejčí
Marek Krejčí (ur. 20 października 1980 w Bratysławie, zm. 26 maja 2007 w pobliżu Maitenbeth) – słowacki piłkarz, grający na pozycji napastnika, jednokrotny reprezentant kraju.

## Życiorys
Wychowanek AŠK Inter Bratysława. Grał również w Spartaku Trnava, Győri ETO FC, Artmedia Petržalka Bratysława oraz SV Wacker Burghausen.
Był zdobywcą Pucharu Słowacji (2004, z Artmedią). 31 marca 2004 roku jedyny raz wystąpił w kadrze narodowej, grając przeciw Austrii. W drugiej Bundeslidze wystąpił w 87 meczach, strzelając 26 bramek.
Zginął w wypadku samochodowym. Pozostawił żonę i syna.